# Claudius Mihail Zaharia
Claudius Mihail Zaharia (n. 10 august 1967, București) este un politician român, membru al Parlamentului României.